# Microtis atrata
Microtis atrata är en orkidéart som beskrevs av John Lindley. Microtis atrata ingår i släktet Microtis och familjen orkidéer. Inga underarter finns listade i Catalogue of Life.